# Gymnosoma rungsi
Gymnosoma rungsi är en tvåvingeart som först beskrevs av Louis-Paul Mesnil 1952.  Gymnosoma rungsi ingår i släktet Gymnosoma och familjen parasitflugor. Inga underarter finns listade i Catalogue of Life.